# عين الطويلة
عين الطويلة أو ما كان يعرف بساقي الحمام، بلدية تقع شمال شرق ولاية خنشلة الجزائرية.

## الموقع الجغرافي
تحدها من الغرب بلدية بغاي ومن الجنوب الغربي بلدية انسيغة ومن الجنوب بلدية بجن -تبسة- أما من الشرق فتحدها بلدية الضلعة -أم البواقي- ومن الشمال واد نيني -أم البواقي-

## نشاط السكان
تعرف بلدية عين الطويلة بطابعها الفلاحي والزراعي بالدرجة الأولى إذ تحتوي على الأراضي الخصبة التي يستغلها الفلاحون في زراعة القمح والشعير كما أن فلاحيها يعنون عناية كبرى بتربية الأغنام والأبقار والدواجن والأرانب.
كانت تعرف قديما في فترة الاحتلال الروماني ب فيجيسيلا vegesela , كما لها العديد من المواقع الاثرية الغير المنقبة عنها، والتي أصبحت عرضة للنهب من طرف صائدي الكنوز، كما كانت من أهم معاقل الدوناتيين، الذين ينتسبون إلى دونا امقران أو دونا الكبير.
ومنه فان المنطقة تعاقبت على حكمها حضارات عديدة فنجد اثارا تدل على حقب غابرة من حياة إنسان الكهوف والرومان والأمازيغ كما تحمل الذاكرة الشعبية لسكان بلدية عين الطويلة الكثير عن الأخبار ذات الصلة بهذا الموضوع أي الحضارات فمن البربر إلى الكاهنة إلى الزازية التي سكنت المنطقة وشيدت فيه أحد قصورها الذي للاسف لم يبقَ منه سوى حجارة مرمية هنا وهناك في مشتة سافل توزالت وبالضبط أمام بئر جاهلي.
فبالإضافة إلى مركز البلدية تشتمل على تجمعات سكنية أخرى مثل بكار 1، بكار 2، ميلي، متيرشو، عين الحجر الجديدة، عين الحجر القديمة، تافرنت، عين عمار، أولاد تمرابط وبلقيطان.
ويعد سكان عين الطويلة من عرش واحد وهو عرش بني بربار مع اقليات من اولاد بوغدير والحراكتة.